# NGC 6877
NGC 6877 é uma galáxia elíptica (E6) localizada na direcção da constelação de Pavo. Possui uma declinação de -70° 51' 10" e uma ascensão recta de 20 horas, 18 minutos e 35,9 segundos.
A galáxia NGC 6877 foi descoberta em 27 de Junho de 1835 por John Herschel.